# VII koncert na 3 fortepiany (KV 242)
VII Koncert na 3 fortepiany F-dur KV 242

7 Koncert na 3 fortepiany (w dzisiejszych czasach często wykonywany na 2 instrumentach) z towarzyszeniem orkiestry. Mozart stworzył go w lutym 1776 roku, w Salzburgu.
Jego części:
1. Allegro (około 8 minut)
2. Adagio (około 8 minut)
3. Rondo: Tempo di Menuetto (około 6 minut)